# Макарцево (Вологодская область)
Макарцево — посёлок в Верховажском районе Вологодской области.
Входит в состав Верховского сельского поселения, с точки зрения административно-территориального деления — в Верховский сельсовет.
Расстояние по автодороге до районного центра Верховажья — 35,5 км, до центра муниципального образования Сметанино — 13,5 км. Ближайшие населённые пункты — Родионовская, Основинская, Кудринская.
По переписи 2002 года население — 307 человек (153 мужчины, 154 женщины). Преобладающая национальность — русские (97 %).

## Известные уроженцы
- Митрофанов, Алексей Михайлович (1973—1995) — кавалер Ордена Мужества.